# Horní Tošanovice
Horní Tošanovice (polnisch Toszonowice Górne, deutsch Ober Toschonowitz) ist eine Gemeinde in Tschechien. Sie liegt zehn Kilometer südwestlich von Český Těšín und gehört zum Okres Frýdek-Místek.

## Geographie
Horní Tošanovice befindet sich auf einem Höhenrücken zwischen den Flüssen Lučina und Stonávka im Beskidenvorland in Schlesien. Westlich entspringt der Bach Tošanůvka. Im Nordwesten liegt der Talsperre Žermanice. Östlich verläuft die Schnellstraße R 48, von der das Dorf über die Abfahrt Hnojník erreichbar ist. Südlich führt die Eisenbahnstrecke von Frýdek-Místek nach Český Těšín, an der anderthalb Kilometer außerhalb des Ortes die Bahnstation Horní Tošanovice liegt.
Nachbarorte sind Zavadovice, Fifejdy und Mušalec im Norden, Třanovice im Nordosten, Vyrubané und Hnojník im Osten, Poloniny im Südosten, Lesní Dvůr im Süden, Šprochovice und Dobratice im Südwesten, Dolní Tošanovice, Dolní Dvůr, Dolní Domaslavice und Vidíkov im Westen sowie Horní Domaslavice im Nordwesten.

## Geschichte
Erste schriftliche Nachrichten über den Ort stammen aus dem Zehntverzeichnis des Bistums Breslau aus dem Jahre 1305. Besitzer der Herrschaft war von 1445 bis 1753 das Geschlecht der Tluk von Tošanovice. Von ihnen erwarb Georg Franz Herzan von Harras den Besitz. Seit 1754 führt die Gemeinde ein Siegel. Bis zur Mitte des 19. Jahrhunderts besaßen die Herzan von Harras Horní Tošanovice. Durch die Gemeinde führte der Kaiserweg von Österreich nach Schlesien.
Nach der Aufhebung der Patrimonialherrschaften bildete Ober Toschonowitz ab 1850 eine Gemeinde im Bezirk Teschen. Ab 1920 gehörte der Ort zum Bezirk Český Těšín. 1938 kam er als Teil des Olsagebiets zu Polen. Von 1939 bis 1945 gehörte Ober Toschonowitz zum Landkreis Teschen und kam nach Kriegsende zur Tschechoslowakei zurück. Nach der Auflösung des Okres Český Těšín wurde die Gemeinde 1961 dem Okres Frýdek-Místek zugeordnet. Im Jahre 1980 wurde Horní Tošanovice nach Hnojník eingemeindet, seit 1990 besteht die Gemeinde wieder. In Horní Tošanovice lebt eine polnische Minderheit, der etwa 5 % der Einwohner angehören.

## Gemeindegliederung
Für die Gemeinde Horní Tošanovice sind keine Ortsteile ausgewiesen. Zu Horní Tošanovice gehört die Ortslage Poloniny (Palleniny).

## Sehenswürdigkeiten
- Schloss Horní Tošanovice, erbaut nach 1830 im Empirestil für Emanuel und Karl Herzan von Harras
- Glockenturm, erbaut 1850
- Gebäude der ersten Töpfereiwarenfabrik Schlesiens, um 1850 von Jiří Morán erbaut